# Coupe de Tunisie masculine de basket-ball 2019-2020
Navigation
Coupe de Tunisie 2018-2019 Coupe de Tunisie 2020-2021
La coupe de Tunisie 2019-2020 est la 64e édition de la coupe de Tunisie masculine de basket-ball, compétition à élimination directe mettant aux prises des clubs de basket-ball amateurs et professionnels affiliés à la Fédération tunisienne de basket-ball.

## Demi-finales
| Date            | Équipe à domicile              | Équipe à l'extérieur     | Score |
| --------------- | ------------------------------ | ------------------------ | ----- |
| 29 juillet 2020 | Union sportive monastirienne   | Étoile sportive de Radès | 99-71 |
| 29 juillet 2020 | Jeunesse sportive kairouanaise | Club africain            | 61-55 |

## Finale
| Date         | Lieu  | Équipe à domicile            | Équipe à l'extérieur           | Score |
| ------------ | ----- | ---------------------------- | ------------------------------ | ----- |
| 15 août 2020 | Radès | Union sportive monastirienne | Jeunesse sportive kairouanaise | 79-66 |

## Champion
- Union sportive monastirienne
  - Président : Ahmed Belli
  - Entraîneur : Walid Zrida
  - Joueurs : Omar Abada, Neji Jaziri,Omar Mouhli, Eskander Bhouri, Lassaad Chouaya, Radhouane Slimane, Firas Lahyani, Mohamed Hadidane, Mokhtar Ghayaza, Ater Majok, Houssem Mhamli

## Autres
- Meilleur joueur de la finale : Omar Abada